# Arnstein (Saksonia-Anhalt)
Arnstein – miasto w Niemczech, w kraju związkowym Saksonia-Anhalt, w powiecie Mansfeld-Südharz. Powstało 1 stycznia 2010 z połączenia miasta Sandersleben (Anhalt) oraz gmin: Alterode, Bräunrode, Greifenhagen, Harkerode, Quenstedt, Stangerode, Sylda, Ulzigerode i Welbsleben.